# Haut débit en France
Pour un article plus général, voir Internet en France.
Le haut débit en France est caractérisé par la fracture numérique qui divise la France entre les campagnes et les zones densément peuplées qui bénéficient de débits montant et descendant en constante augmentation, notamment grâce au déploiement de la fibre optique, un des objectifs d'investissement de l'État, concrétisé par les fonds alloués depuis le grand emprunt 2010. Ainsi, outre les zones non couvertes, des débits très faibles (moins d'un Mb/s) sont à comparer aux 100 Mb/s proposés dans les grandes agglomérations.
Cet article décrit la situation de l’internet Haut débit en France.

## Marché du haut débit en France

### Acteurs
- Grands opérateurs nationaux :
  - Orange
  - Free
  - Bouygues Telecom
  - OVH Télécom
  - SFR
  - Numericable

- Opérateurs locaux
- collectivités territoriales, dans le cadre de politiques d'aménagement numérique du territoire
- État, notamment en accompagnement des collectivités
- ARCEP (Autorité de régulation des communications électroniques et des postes)

### Technologies
- ADSL et variantes (ADSL2+, ReADSL)
- VDSL, VDSL2 et G.fast
- Fibre optique jusqu'à l'abonné, jusqu’à l’immeuble ou jusqu’au sous-répartiteur (FTTx)
- Câble (en zone urbaine)
- Wi-Fi
- WiMAX
- Satellite de télécommunications

## Statistiques
Ce tableau donne l’évolution du nombre (en millions) d’abonnements à l’internet haut-débit.
| Année | Nombre d’abonnements haut débit | dont ADSL (%)   |
| 2008  | 17,725                          | 16,825 (94,9 %) |
| 2007  | 15,551                          | 14,805 (95,2 %) |
| 2006  | 12,700                          | 12,000 (94,5 %) |
| 2005  | 9,448                           | 8,882 (94,0 %)  |
| 2004  | 6,562                           | 6,105 (93,0 %)  |

| Pour des raisons techniques, il est temporairement impossible d'afficher le graphique qui aurait dû être présenté ici. |

Source Arcep
| Pour des raisons techniques, il est temporairement impossible d'afficher le graphique qui aurait dû être présenté ici. |
| Source Arcep |

| Pour des raisons techniques, il est temporairement impossible d'afficher le graphique qui aurait dû être présenté ici. |

Source Arcep

## Aménagement du territoire
Selon le site de l’atelier Aménagement numérique des territoires du Ministère de l'Écologie, de l'Énergie, du Développement durable et de l'Aménagement du territoire, il y avait en 2007 :
- 2 % de lignes téléphoniques en Zone blanche pour le DSL,
- 68 % de la population était couvert par le dégroupage,

En décembre 2017, le gouvernement français annonce un plan d'investissement complémentaire de 100 millions d'euros avec pour objectif que « tous les Français aient accès à au moins un "bon haut débit" internet d'ici 2020 et un très haut débit en 2022 ».